# Glyphoglossus yunnanensis
Glyphoglossus yunnanensis es una especie de anfibio anuro de la familia Microhylidae. Esta rana se distribuye por el sudoeste de China, norte de Vietnam y posiblemente también se encuentre en Laos. Habita en diversos tipos de hábitas en zonas montañosas entre los 700 y los 2400 metros de altitud. Se reproduce en charcas y arrozales.